# Muñoz Rivera (Patillas)
Muñoz Rivera es un barrio ubicado en el municipio de Patillas en el estado libre asociado de Puerto Rico. En el Censo de 2010 tenía una población de 673 habitantes y una densidad poblacional de 29,39 personas por km².

## Geografía
Muñoz Rivera se encuentra ubicado en las coordenadas 18°4′51″N 66°2′49″O / 18.08083, -66.04694. Según la Oficina del Censo de los Estados Unidos, Muñoz Rivera tiene una superficie total de 22.9 km², que corresponden a tierra firme.

## Demografía
Según el censo de 2010, había 673 personas residiendo en Muñoz Rivera. La densidad de población era de 29,39 hab./km². De los 673 habitantes, Muñoz Rivera estaba compuesto por el 69.09% blancos, el 12.18% eran afroamericanos, el 0.3% eran asiáticos, el 16.94% eran de otras razas y el 1.49% pertenecían a dos o más razas. Del total de la población el 99.7% eran hispanos o latinos de cualquier raza.